# The Pink Swastika
The Pink Swastika är en mycket kontroversiell bok av Scott Lively och Kevin Abrams. Författarna hävdar att homosexualiteten som fanns i Nationalsocialistiska tyska arbetarepartiet bidrog till den extrema militarismen i Nazityskland. Författarna tar också upp nazism i Amerika och diskuterar hur organisationen Boy Scouts (pojkscouterna) har blivit behandlade. Förbindelserna mellan vissa muslimer och Nazityskland utreds också.
Boken påstår att en stor del av alla högre nazister var homosexuella (det enda definitiva av honom framlagda och kända exemplet är Ernst Röhm som "kom ut" 1924, långt efter hans inledande naziagerande och som mördades på Adolf Hitlers order under de långa knivarnas natt).
Boken har använts och används av diverse religiösa högergrupper, men har påvisats vara full av fel (se nedan), obevisande antaganden (fullt med obevisade påståenden om personers sexualitet, t.ex. att användande av (manlig)makeup betyder att personen är homosexuell) och falska/påhittade referenser.
Han beklagar även avskaffandet av homosexualitet som sjukdom av American Psychological Association (APA) 1973, och påstår att de kapats av homosexuella aktivister för att de skulle bli betecknade som "offer" istället för förövare.